# رونيه آندرياسون
رونيه آندرياسون (بالسويدية: Rune Andréasson)‏ هو فنان قصص مصورة وممثل سويدي، ولد في 11 أغسطس 1925 في السويد، وتوفي بنفس المكان في 15 ديسمبر 1999 بسبب سرطان.

## وصلات خارجية
- رونيه آندرياسون على موقع IMDb (الإنجليزية)
- رونيه آندرياسون على موقع قاعدة بيانات الأفلام العربية
- رونيه آندرياسون على موقع ألو سيني (الفرنسية)
- رونيه آندرياسون على موقع ميوزك برينز (الإنجليزية)
- رونيه آندرياسون على موقع قاعدة بيانات الأفلام السويدية (السويدية)
- رونيه آندرياسون على موقع ديسكوغز (الإنجليزية)
- رونيه آندرياسون على موقع قاعدة بيانات الفيلم (الإنجليزية)
- رونيه آندرياسون على موقع كينوبويسك (الروسية)